# كرواني (خنفساء)
كُرَوَاني أو شبه كروي (الاسم العلمي: Sphoerodes)، جنس خنافس من فصيلة الخنافس الأرضية. ويشمل الأنواع التالية
- Sphoerodes camerunus Basilewsky, 1951
- Sphoerodes gracilior Alluaud, 1917
- Sphoerodes impunctatus Bates, 1886
- Sphoerodes striatus (Dejean, 1831)